# Episodi di Alice (nona stagione)
La nona e ultima stagione della serie televisiva Alice è stata trasmessa negli Stati Uniti dal 14 ottobre 1984 al 19 marzo 1985.
| nº | Titolo originale                        | Titolo italiano | Prima TV USA     | Prima TV Italia |
| -- | --------------------------------------- | --------------- | ---------------- | --------------- |
| 1  | Romancing Mister Stone                  |                 | 14 ottobre 1984  |                 |
| 2  | Space Sharples                          |                 | 28 ottobre 1984  |                 |
| 3  | Big, Bad Mel                            |                 | 4 novembre 1984  |                 |
| 4  | Houseful of Hunnicutts                  |                 | 18 novembre 1984 |                 |
| 5  | Tommy's Lost Weekend                    |                 | 25 novembre 1984 |                 |
| 6  | Undercover Mel                          |                 | 16 dicembre 1984 |                 |
| 7  | Footloose Mel                           |                 | 23 dicembre 1984 |                 |
| 8  | Vera's Anniversary Blues                |                 | 8 gennaio 1985   |                 |
| 9  | Kiss the Grill Goodbye                  |                 | 15 gennaio 1985  |                 |
| 10 | Vera, the Nightbird                     |                 | 22 gennaio 1985  |                 |
| 11 | Alice Doesn't Work Here Anymore: Part 1 |                 | 29 gennaio 1985  |                 |
| 12 | Alice Doesn't Work Here Anymore: Part 2 |                 | 5 febbraio 1985  |                 |
| 13 | The Night They Raided Debbie's          |                 | 6 febbraio 1985  |                 |
| 14 | One on One                              |                 | 5 marzo 1985     |                 |
| 15 | Vera's Grounded Gumshoe                 |                 | 12 marzo 1985    |                 |
| 16 | Th-th-th-that's All, Folks              |                 | 19 marzo 1985    |                 |